# Tuyết cuộn

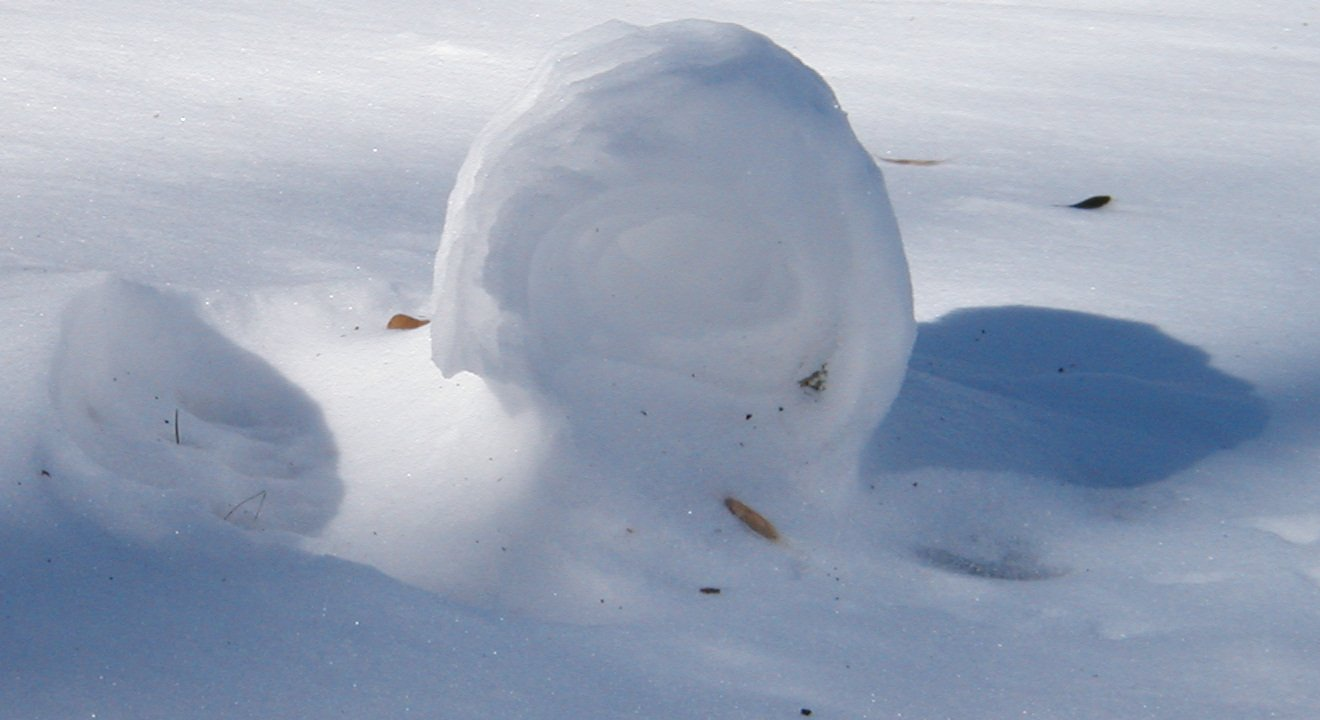
Một cuộn tuyết ở Cincinnati, Ohio, Hoa Kỳ

Tuyết cuộn thành hình ống (tiếng Anh: Snow roller) là hiện tượng khí tượng hiếm có, khi có sự kết hợp hài hòa giữa của các yếu tố về nhiệt độ, độ ẩm, tốc độ gió, địa hình và tuyết. Chúng có thể nhỏ bằng một quả bóng tennis, nhưng cũng có thể lớn hơn một người tuyết. Hầu hết các cuộn tuyết lăn đều rộng vài inch/cm.
Không giống như quả cầu tuyết do con người tạo ra, tuyết cuộn thường có dạng hình trụ, rỗng ở phía trong. Lớp trong của cuộn tuyết là lớp tuyết đầu tiên được hình thành, yếu và mỏng manh hơn lớp bên ngoài, gió dễ dàng thổi bay đi. Kích thước của chúng có thể lên tới 60 cm đường kính.
Các cuộn tuyết hình thành trên vùng đất trống nghiêng, bề mặt được bao phủ bởi một lớp băng nhẵn hoặc lớp tuyết cứng. Tuyết sẽ rơi xuống, chất đống trên mặt đất. Các đợt gió thổi mạnh sẽ tốc chúng lên thành cuộn tròn. Khi những cuộn tuyết này đủ nặng khiến gió không thổi được hoặc gặp vật cản thì chúng sẽ dừng lại, tạo thành một cánh đồng ống “bê tông” tuyết. Cuộn tuyết cũng dễ tan chảy khi có sự thay đổi nhỏ về nhiệt độ hoặc gió.

## Tên gọi ở Việt Nam
Ở Việt Nam có rất nhiều cách dịch tên khác nhau cho hiện tượng thiên nhiên kỳ thú này như: Tuyết cuộn thành hình ống, cuộn tuyết, ống tuyết hay tuyết cuộn hình ống.

## Điều kiện hình thành
Các điều kiện cần và đủ để hình thành nên cuộn tuyết là:
• Phải có bề mặt tương đối mỏng, ướt, tuyết rơi, với nhiệt độ gần điểm nóng chảy của băng.
• Dưới lớp tuyết ẩm ướt mỏng manh này, phải có một chất nền mà lớp bề mặt mỏng của tuyết cuộn sẽ không dính vào được, chẳng hạn như nước đá hoặc bột tuyết.
• Gió phải đủ mạnh để di chuyển cuộn tuyết, nhưng cũng không quá mạnh để đẩy cuộn tuyết đi quá xa.
• Lực hấp dẫn của Trái Đất có thể đẩy cuộn tuyết lăn từ trên cao xuống vùng có địa hình thấp hơn.

## Thư viện ảnh

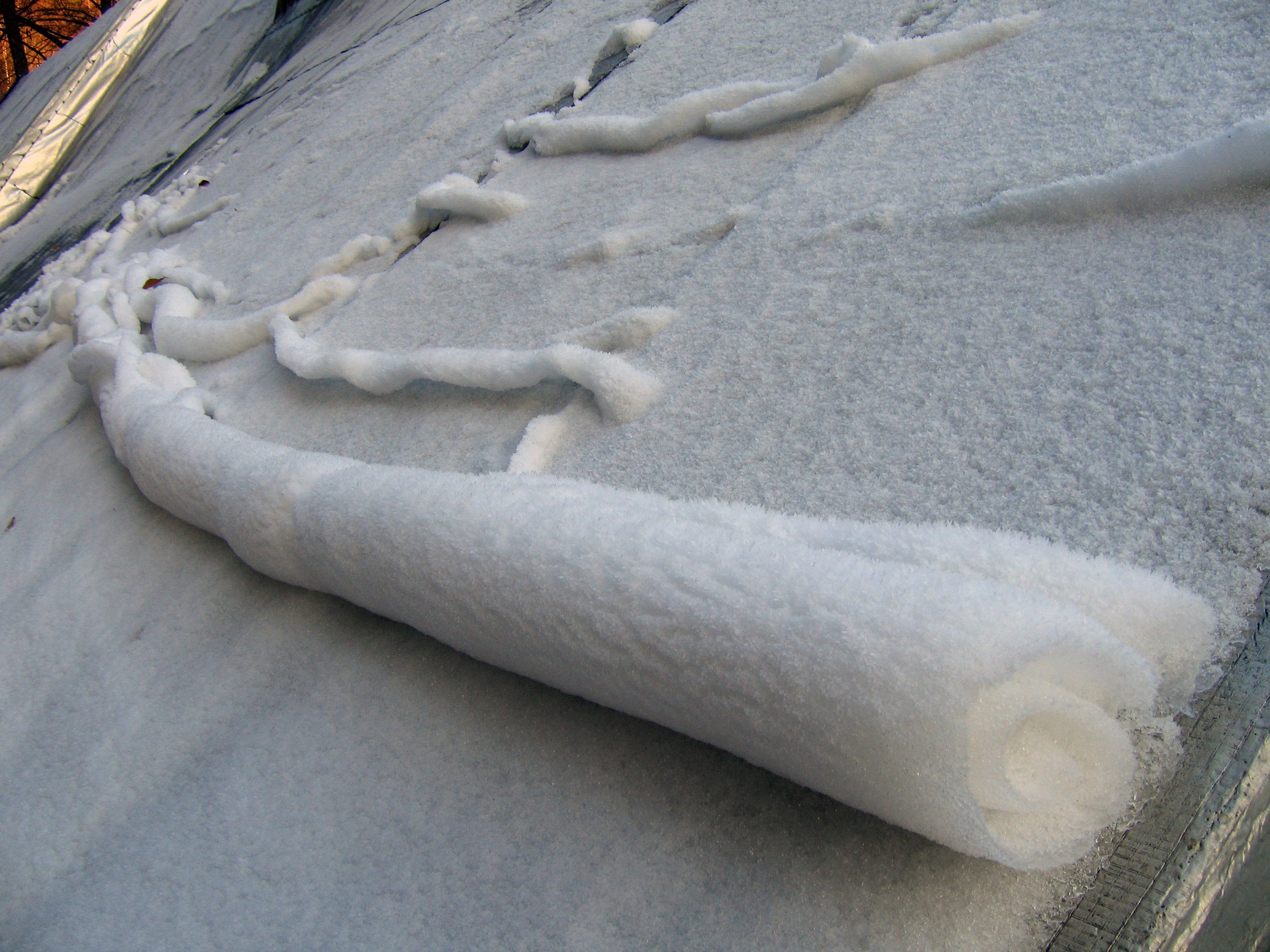
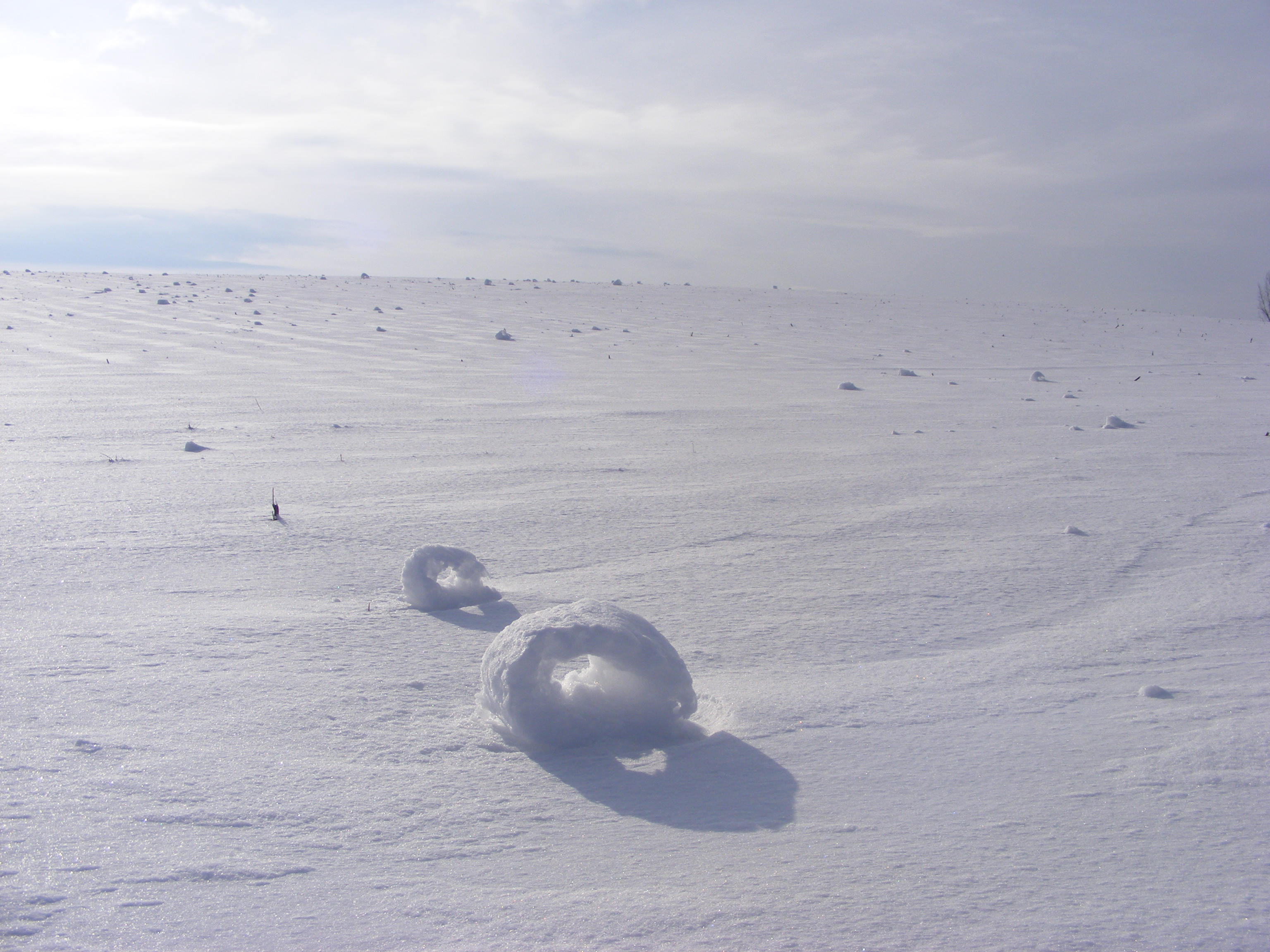
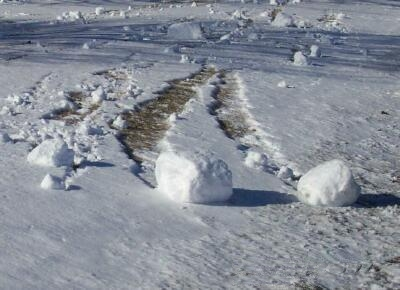
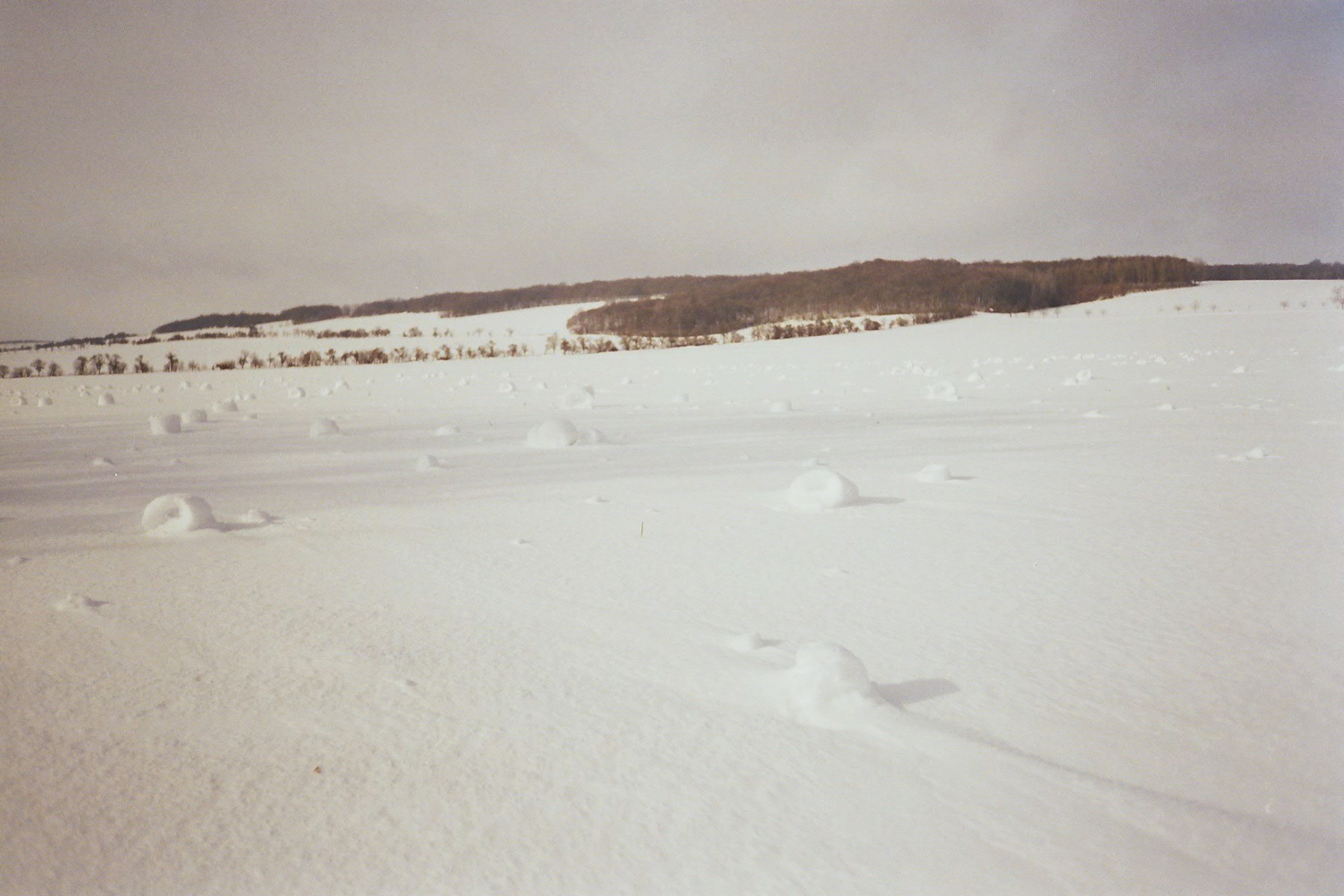
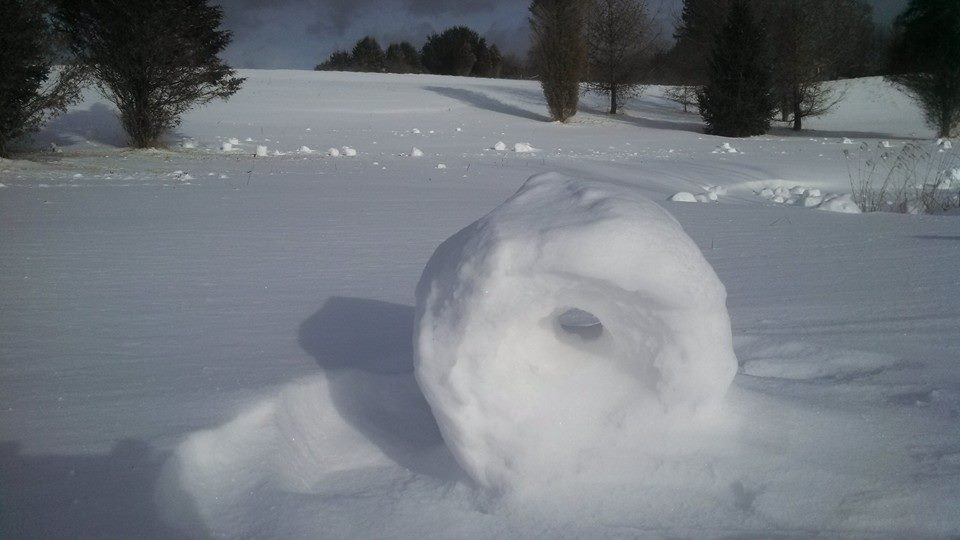
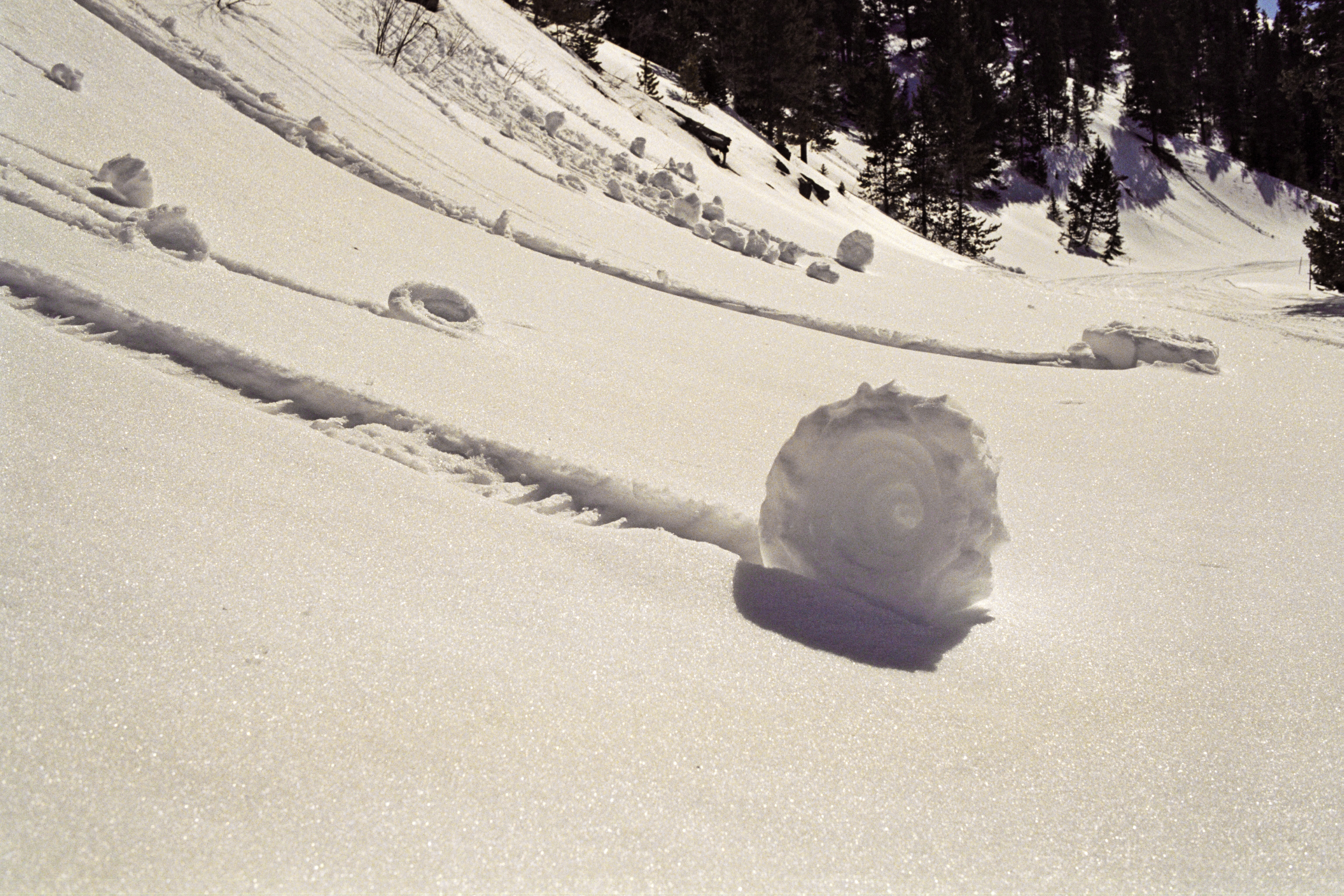
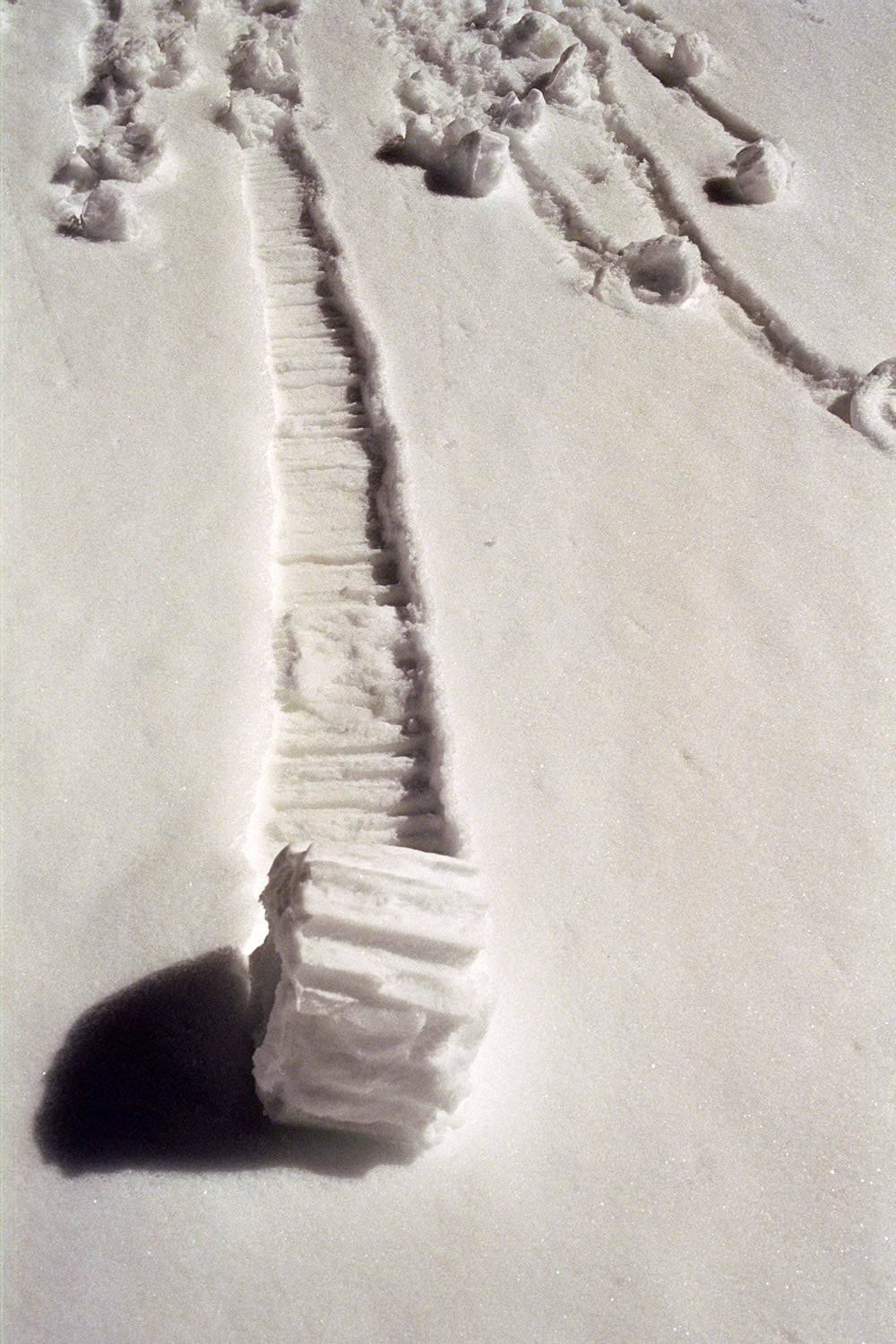